# Weekend (gruppo musicale polacco)
Weekend è un gruppo musicale polacco formatosi nel 2000. È attualmente costituito dai musicisti Radosław Liszewski, Adam Łazowski e Bernard Mikulski.

## Storia del gruppo
Gli Weekend sono meglio noti per il quinto album in studio Ona tańczy dla mnie (2012), che ha raggiunto la 4ª posizione della OLiS e che ha venduto oltre 15 000 copie, venendo certificato oro dalla Związek Producentów Audio-Video. L'LP contiene il successo omonimo, che ha ricevuto oltre 100 milioni di visualizzazioni su YouTube e una versione alternativa in inglese, intitolata She Dances for Me.

## Formazione

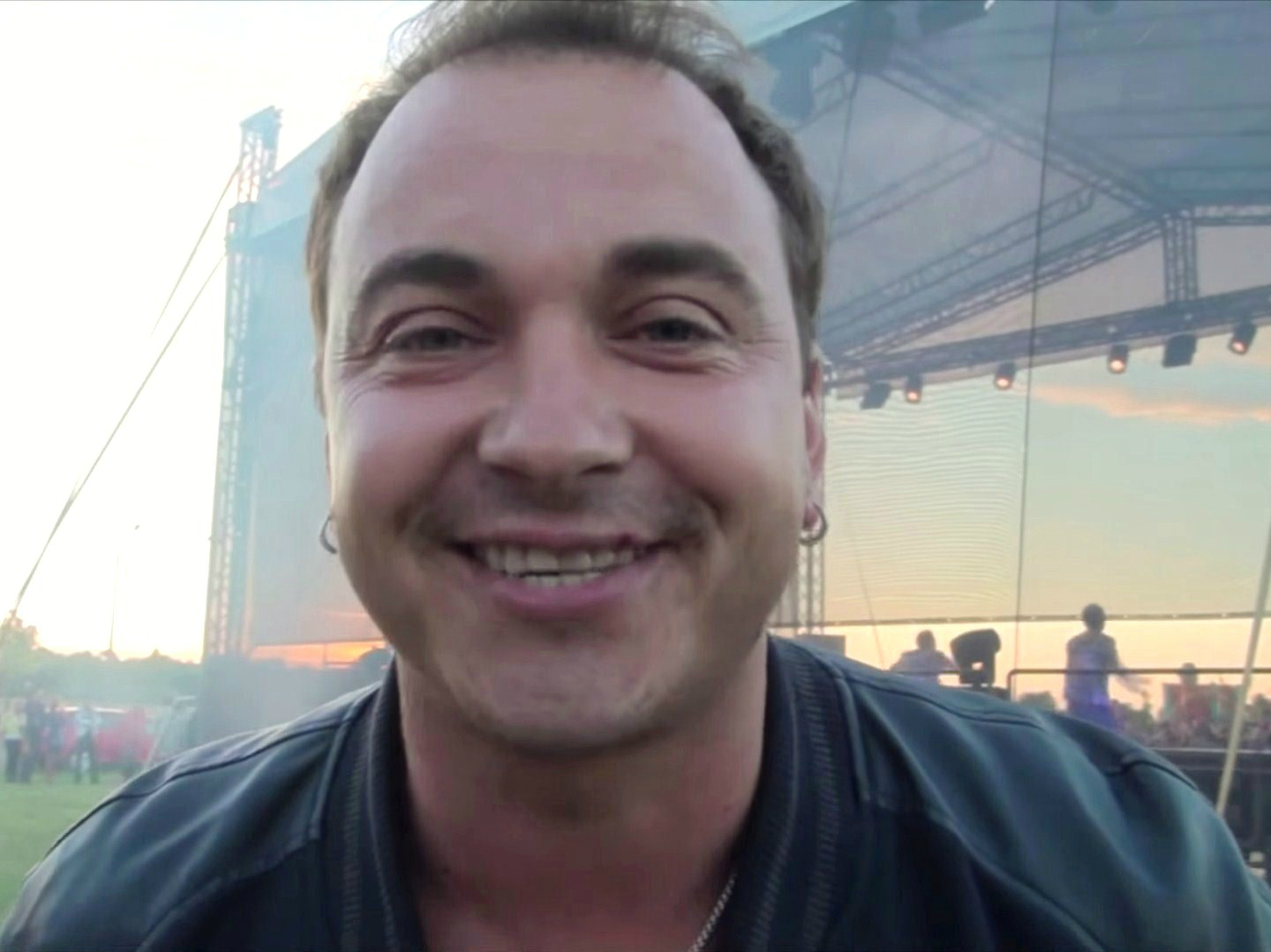
Radosław Liszewski nel 2013

Attuale
- Radosław Liszewski
- Adam Łazowski
- Bernard Mikulski

Ex componenti
- Tomasz Niecikowski
- Grzegorz Skowronek
- Jacek Wasilewski
- Paweł Nitupski
- Karol Skrobański

## Discografia

### Album in studio
- 2002 – Playboy
- 2004 – Bawidamek
- 2009 – Deja Vu
- 2010 – Tak jak czuję
- 2012 – Ona tańczy dla mnie
- 2013 – Święta z Radkiem
- 2014 – Będziesz na zawsze

### Raccolte
- 2025 – Weekend składanka

### Singoli
- 2002 – Playboy
- 2002 – Karolina
- 2004 – Najarana anka
- 2004 – Bawidamek
- 2009 – Za miłość mą
- 2011 – Męska rzeczywistość
- 2012 – Ona tańczy dla mnie/She Dances for Me
- 2013 – Moje miasto nigdy Nie śpi
- 2013 – Będziesz na zawsze
- 2014 – Zostań na noc
- 2014 – Zniosłem tyle kłamstw
- 2015 – Wypijemy, popłyniemy
- 2015 – Każdą noc i każdego dnia
- 2015 – Oni tu są i grają dla nas
- 2016 – Dałem ci kwiaty
- 2017 – Kocham jej oczy
- 2017 – Wielki dzień
- 2018 – Remanent
- 2018 – Mój aniele
- 2019 – Moje Słońce
- 2019 – Słodka jak cukierek
- 2022 – Żonkoś
- 2022 – Maruda
- 2022 – Muzykę w duszy mamy (con i Boys)
- 2023 – Tak bardzo chcę być z tobą
- 2024 – Wisienka 2k24